# King (jogo de cartas)
King é um jogo de cartas que se assemelha ao Bridge, disputado por quatro participantes. Assim como o Bridge, é um jogo de vazas, onde a cada mão o jogador recebe 13 cartas e deve jogar cada uma delas em uma vaza.

## Regras
Decide-se o primeiro jogador a dar as cartas, através de sorteio ou do lançamento de cartas pela ordem dos ponteiros do relógio (pela esquerda do carteador). O primeiro a obter o king (rei de copas) é o primeiro a ser o carteador. No Brasil existe a regra onde o jogador que obtém o king pode escolher qual jogador deve dar as cartas, incluindo o próprio, sendo esta possibilidade uma vantagem pois permite que ele escolha, indiretamente, qual será o seu leilão no jogo individual.
A hierarquia das cartas, em ordem decrescente, é : Ás, Rei, Dama, Valete, 10 …. até 2.
O jogo desenrola-se sempre pela esquerda, iniciando-se pelo carteador (ou seu parceiro no jogo em duplas), e ganha a vaza quem jogar a carta mais alta do primeiro naipe jogado nessa rodada, ou o maior trunfo jogado, se tiver sido declarado um trunfo na mão. São 13 as vazas possíveis em cada mão.
As cartas são distribuídas totalmente, uma a uma.

## Jogo Individual
Também conhecido como "King Ind", é um jogo individual e cada partida é composta por seis mãos ou jogadas negativas e quatro positivas. A contagem dos pontos pode ser feita de duas maneiras:
- em um bloco com duas colunas para cada jogador, uma negativa e outra positiva, sendo que a diferença entre as colunas indica a posição de cada jogador em relação aos demais;
- apenas somando os pontos de cada jogador, sem discriminar em duas colunas.

No final quem tiver o melhor saldo positivo será o ganhador.

### Mãos
A soma dos pontos atribuídos aos jogadores nas seis mãos negativas totaliza -1300. A soma dos pontos atribuídos aos jogadores nas quatro mãos positivas (i.e. leilões) totaliza +1300. No fim do jogo a diferença [(-1300)(+1300)=0] dos pontos dos jogadores deve ser zero.

#### Mãos negativas
- 1a. mão - Não fazer vazas - O jogador que distribuiu as cartas joga uma carta qualquer, aberta. Todos os demais deverão servir aquele naipe, só podendo baldar uma carta de outro naipe qualquer se não tiver o naipe jogado. Quem ganhar uma vaza dará início à seguinte. No final, cada participante deverá contar e anunciar, para marcação, quantas vazas fez. Cada vaza vale 20 pontos negativos. Para efeito de conferência, o total desta jogada deve dar 260 pontos.

- 2a. mão - Não fazer Copas - O objetivo é não receber vazas que contenham carta ou cartas de Copas. Regra importante: é proibido iniciar uma vaza com carta de Copas, tendo qualquer outro naipe na mão. Quem não tiver condições de acompanhar o naipe jogado, poderá baldar Copas ou carta de qualquer outro naipe, que considere mais perigoso. No final, contam-se as cartas de Copas recebidas por cada jogador. Cada carta de Copas vale 20 pontos negativos. O total de pontos da rodada é 260.

- 3a. mão - Não fazer as Damas – Para cada Dama recolhida, o jogador perderá 50 pontos. O total da mão é 200 pontos. Esta mão também é conhecida como "Não fazer Mulheres".

- 4a. mão - Não receber Reis e Valetes - O objetivo é não ganhar vazas que contenham Reis ou Valetes. Cada uma destas cartas vale 30 pontos negativos e o total de pontos da mão é 240. Esta mão também é conhecida como "Não fazer Homens".

- 5a. mão - Não fazer o Rei de Copas (o King) - Quem receber o Rei de Copas em uma vaza, perderá 160 pontos. Importante: Nenhum jogador poderá iniciar vaza com Copas, enquanto tiver carta de qualquer outro naipe. O jogador que possuir o Rei de Copas é obrigado a joga-lo na primeira oportunidade, seja, na primeira vez que nao possa acompanhar o naipe puxado, seja na primeira puxada de copas.

- 6a. mão - Não fazer as duas últimas vazas - O objectivo é não fazer as duas últimas vazas, como o próprio nome da jogada está indicando. Para cada vaza feita, o jogador marca 90 pontos negativos, totalizando 180 pontos na rodada.

O total de pontos negativos dos quatro jogadores deverá somar 1.300.

#### Mãos positivas
Após o jogo das seis mãos negativas, serão jogadas quatro rodadas positivas. A cada mão positiva, o distribuidor da mesma (i.e. "Beneficiado" ou "Dono do Leilão"), após a distribuição e análise das cartas, tem a possibilidade de decidir se a mão será:
- Positiva (i.e. "Jogar para Cima"): Nesta modalidade cada vaza feita beneficia o ganhador da vaza com 25 pontos positivos. É possível definir um naipe como trunfo da mão ou jogar sem trunfo.
- Negativa (i.e. "Jogar para Baixo"): Nesta modalidade cada vaza feita penaliza o ganhador da vaza com 75 pontos negativos. Nesta mão cada jogador ganha um bônus de 325 pontos positivos, ou seja se não fizer nenhuma vaza termina a mão com 325 pontos positivos, se fizer uma termina com 250 e assim subsequentemente. Os pontos negativos também são conhecidos por "nulos".

No fim de cada mão positiva a pontuação distribuída na rodada entre os jogadores deve totalizar 325 pontos positivos.
Como são quatro mãos positivas, cada jogador terá a oportunidade de escolher o trunfo pelo menos uma vez, ou escolher jogar para baixo, conforme achar o que lhe beneficiará mais. É possível ainda não marcar trunfos. Maiores detalhes sobre o trunfo seguem abaixo.
A seu exclusivo critério, o beneficiado poderá leiloar o seu benefício. As ofertas dos adversários são feitas em vazas positivas ou vazas negativas e, caso o beneficiado venda o benefício, o pagamento será feito no final da mão. Maiores detalhes sobre o leilão seguem abaixo.
- Trunfo

O beneficiado (original ou adquirente por meio do leilão) poderá escolher um naipe como trunfo. Qualquer carta de trunfo ganha de qualquer carta de outro naipe, mas só poderá ser jogada se for impossível acompanhar o naipe da vaza ou se o naipe inicial da vaza for trunfo. Entre dois ou mais trunfos, ganhará o mais alto. Como mencionado acima, o beneficiado pode decidir jogar sem trunfos.
- Leilão

Nas quatro mãos positivas, após a distribuição das cartas, cada jogador terá o direito de escolher o naipe de trunfo ou de aceitar ofertas dos adversários por tal direito. Caso o beneficiado decida negociar seu direito, estará aberto o leilão.
Aberto o leilão, o demais jogadores poderão dar lances para adquirir o benefício. Cada um dos três adversários deverá manifestar-se na sua vez. Isto é, da mesma forma que o jogo, os lances são feitos em sentido horário, inicialmente pelo jogador à esquerda do beneficiário. Deve-se combinar se o jogador que passar inicialmente perderá o direito de ofertar. No Brasil, o usual é que isto não ocorra.
Cada lance subsequente deve ser maior (em pontos absolutos) que o anterior. Na contagem considera-se que 3 vazas para cima (i.e. 75 pontos positivos) equivalem a 1 vaza negativa (i.e. 75 pontos negativos) ou seja, para cobrir um lance de 4 para cima é necessário oferecer ao menos 2 para baixo ou 5 para cima. A ordem entre positivas e nulos é: 1 pos, 2 pos, 3 pos / 1 nulo, 4 pos, 5 pos, 6 pos / 2 nulos, 7 pos, 8 pos.
O limite de lances no leilão é de 8 vazas positivas. Para buscar o lance máximo, o beneficiado poderá realizar um ultimato – pedir o máximo (oito vazas) em seu benefício, ou ir para baixo. É o chamado "8 ou nulos!". Se oferecerem 8 vazas para cima, o beneficiado será obrigado a aceitar o leilão e o jogador vencedor escolherá o trunfo. Se não oferecerem, ele é obrigado a jogar para baixo.
Durante o leilão os jogadores deverão mencionar apenas a quantidade de vazas que estão dispostos a pagar e a indicação se é para cima (positivos) ou para baixo (negativos). No caso de ser para positivos, o naipe de trunfo só deverá ser mencionado se e após o beneficiado aceitar a oferta.
Preferência - Entretanto, é possível que os ofertantes iniciais prefiram os ofertantes subsequentes. "Preferência" (ou "preempção") significa que o sujeito poderá igualar uma oferta e levar o benefício (chama-se o prejudicado de "preferido" ou "preempto"). Frise-se que a preferência deve se dar nos mesmos termos e condições da oferta original. Logo, se o preempto ofertar 3 vazas positivas NÃO será possível preferi-lo usando 1 vaza negativa. Será preciso ofertar as mesmas 3 vazas positivas.
O primeiro jogador à esquerda do beneficiado (1º ofertante) possui preferência sobre o 2º e o 3º ofertantes, e o 2º ofertante possui preferência sobre o 3º ofertante. Dessa forma, se o segundo ou o terceiro a falar oferecer lance melhor que o do jogador que o antecedeu, este poderá oferecer o mesmo número de vazas pela mão, tendo prioridade.
Uma vez que dois jogadores tenham desistido de adquirir o benefício, o beneficiado deverá dizer se aceita ou não a oferta, ressalvado que o beneficiado poderá ainda negociar um aumento da oferta com o último ofertante. A decisão de aceitar ou não a oferta é feita a seu exclusivo critério (exceto no caso de ultimato) podendo este acabar a negociação quando o desejar, esoclhendo posteriormente o sentido do jogo. Após a decisão, está encerrado o leilão.
Pagamento - O pagamento pelo lance no leilão é feito ao final da mão. Caso o adquirente do benefício não tenha como pagar integralmente a oferta, ele deverá entregar toda a sua pontuação e a diferença é deixada de lado (i.e., o vendedor assume o risco do comprador fazer o mínimo de vazas que ele ofertou).
Leilão Frustrado - Se ninguém oferecer vaza ou se a oferta for até três vazas, o beneficiado poderá, sem qualquer outra consulta aos adversários, decidir que não tem interesse em cartear essa mão. Marcará para si quatro vazas e três para cada um dos três oponentes. Deve-se combinar antes se o beneficiado poderá optar por nem mesmo abrir espaço para o leilão e desde logo marcar 4-3-3-3. Esta pode ser uma estratégia muito útil para quem estiver na frente na última mão positiva. No Brasil, o usual é que isto seja possível.

#### Pontuação - Brasil
Outro critério de pontuação é também utilizado no Brasil.
O total de pontos negativos é de -1300:
- -20  pontos negativos para cada vaza
- -20 pontos negativos para cada carta de copas
- -30 pontos negativos para cada "homem" (Valetes ou Reis)
- -50 pontos negativo paras para cada "mulher" (Dama)
- -90 pontos negativos para cada uma das duas últimas vazas
- -160 pontos negativos para o Rei de Copas ("Botijão"/"Kingão"/"Babaloo"/"Kdicó")

O total de pontos positivos é +1300, valendo um ponto por vaza; ao fim do jogo o somatório de todos os Pontos é igual a Zero.

## Histórico
Não se sabe ao certo, mas o King parece ter se originado do jogo francês Barbu, que vem do início do século XX. Porém acredita-se que sua modalidade em duplas surgiu na Universidade de São Paulo, e vem crescendo em popularidade desde então.

### Sociedade Brasileira de King e IME-USP
Recentemente foi formada a Sociedade Brasileira de King, criada em 2004, que consiste inicialmente de alunos do Instituto de Matemática e Estatística e reúne esforços para divulgar o King, ensinando o jogo para interessados, praticando regularmente, criando variações no jogo ou no modo de pontuação para melhor adequação em torneios e tem disponibilizado estatísticas para consultas futuras. A SBK (Sociedade Brasileira de King) realiza regularmente torneios na cidade de São Paulo.

## Jogo em Duplas
A modalidade de King em duplas é jogada da seguinte maneira:

### Parcerias
A parceria é feita entre os jogadores sentados frente à frente, como num jogo de Bridge.

### Escolha da Mão
Assim como no jogo individual, temos mãos negativas e positivas. Porém, no King em duplas, a ordem não é definida previamente. A mão a ser jogada é definida apenas após todos os jogadores receberem suas cartas.
O jogador à esquerda do carteador escolhe "Posi" (+) ou "Neg" (-). Após essa escolha, o jogador à direita do carteador (parceiro do jogador que escolheu o tipo da mão) escolhe qual dentre as mãos negativas restantes (Vazas, Copas, Homens, Mulheres, 2 Últimas ou King) jogar, ou escolhe um trunfo (Espadas, Copas, Paus, Ouros ou Sem Trunfo-NT) no caso de uma mão positiva.
Apesar da liberdade de escolha, cada mão pode ser escolhida apenas 1 vez por jogo e cada parceria deve jogar 3 Negs e 2 Posis, eventualmente forçando algumas mãos obrigatórias. É possível (e muito comum) que, faltando 2 mãos a serem jogadas, não haja mais escolha para as parcerias e que duas Posis Obrigatórias tenham de ser jogadas.

### Carteado
Após o jogo estar definido, o jogador à frente (parceiro) do carteador inicia o jogo, tentando evitar as cartas de penalidade (no caso das "Negs") ou tentando fazer mais vazas (no caso das "Posis") ao mesmo tempo em que ajuda seu parceiro a fazer o mesmo.

### Pontuação
A pontuação é parecida com a do jogo individual, mas difere por ser necessário marcar apenas a diferença entre os pontos das duas duplas. É comum marcar também qual dupla escolheu cada jogo, para saber quais mãos ainda podem ser escolhidas por cada dupla.
Um placar final de King é semelhante à tabela abaixo:
| V  | - 1070 (8N*)  |
| C  | - 705 (5E)    |
| H  | - 460 (3E)    |
| M  | - 905 (6N)    |
| 2U | - 340 (2N)    |
| K  | - 160 (1E)    |
| +  | - 485 (4N)    |
| +  | - 930 (7E)    |
| +  | - 1195 (9E*)  |
| +  | - 1070 (10N*) |
| -- | ------------- |

As mãos marcadas com * não foram anotadas com a indicação da dupla que as escolheu
Do placar podemos saber que:
A 1ª mão escolhida foi "Neg" King, e teve placar 1 - 0. (Foi perdida pela parceria que está marcando no placar, por isso temos o sinal negativo)
A 2ª mão escolhida foi "Neg" 2 Últimas e teve placar 2 - 0.
A 3ª mão escolhida foi "Neg" Homens e teve placar 6 - 2.
A 4ª mão escolhida foi "Posi" e teve placar 6 - 7.
A 5ª mão escolhida foi "Neg" Copas e teve placar 12 - 1.
A 6ª mão escolhida foi "Neg" Mulheres e teve placar 4 - 0.
A 7ª mão escolhida foi "Posi" e teve placar 6 - 7.
A partir daqui (com a escolha de "Neg" vazas) o restante das mãos já estava definida e continuou:
A 8ª mão escolhida foi "Neg" Vazas e teve placar 10 - 3.
A 9ª mão escolhida foi "Posi" e teve placar 4 - 9.
A 10ª mão escolhida foi "Posi" e teve placar 9 - 4.
Tal placar (diferença acima de 1000) é conhecido como Mesa e é considerado de grande dificuldade contra adversários experientes.

## Variações

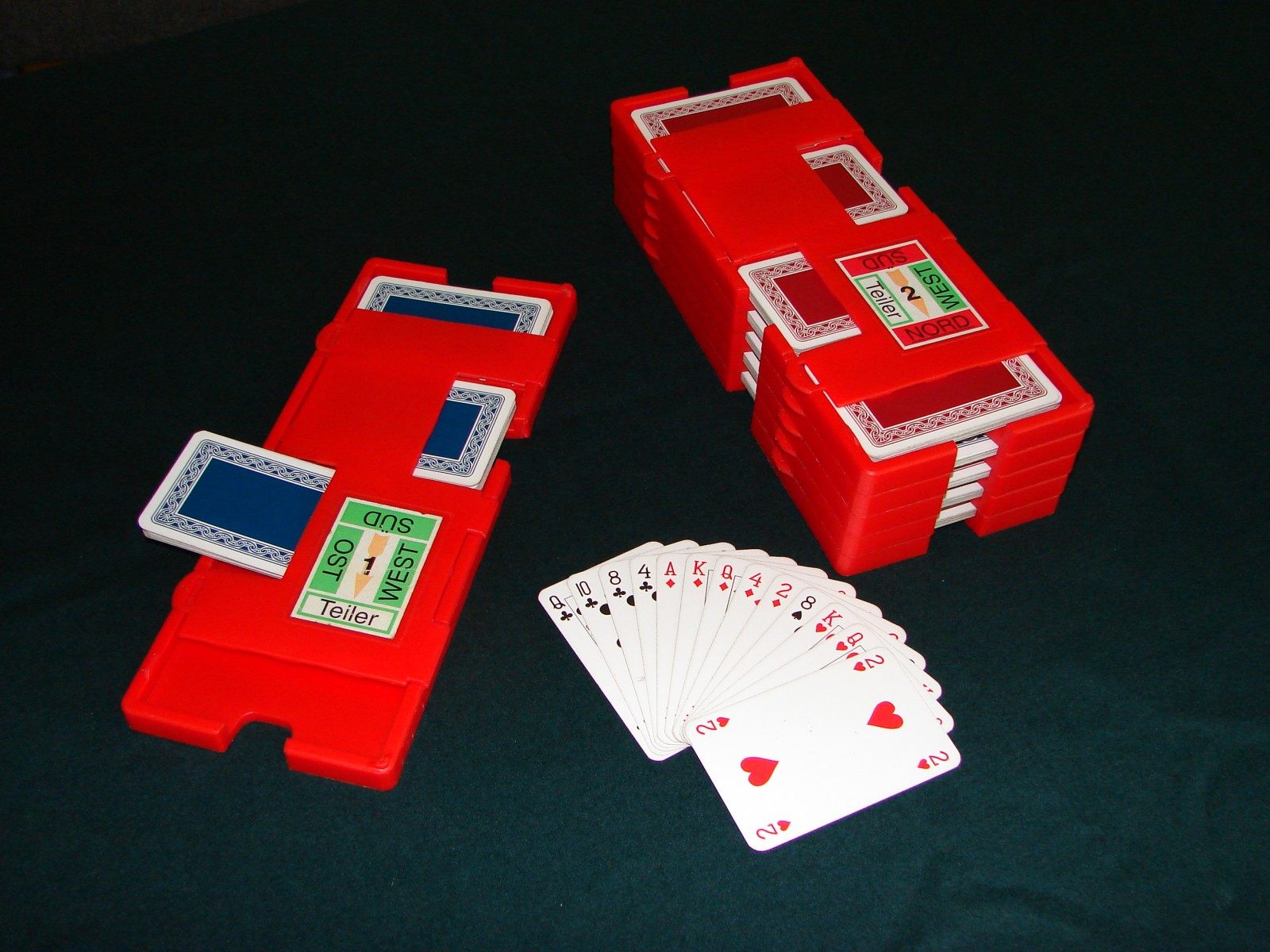
Um dos vários tipos de bolsas para jogos pareados ou de campeonatos.

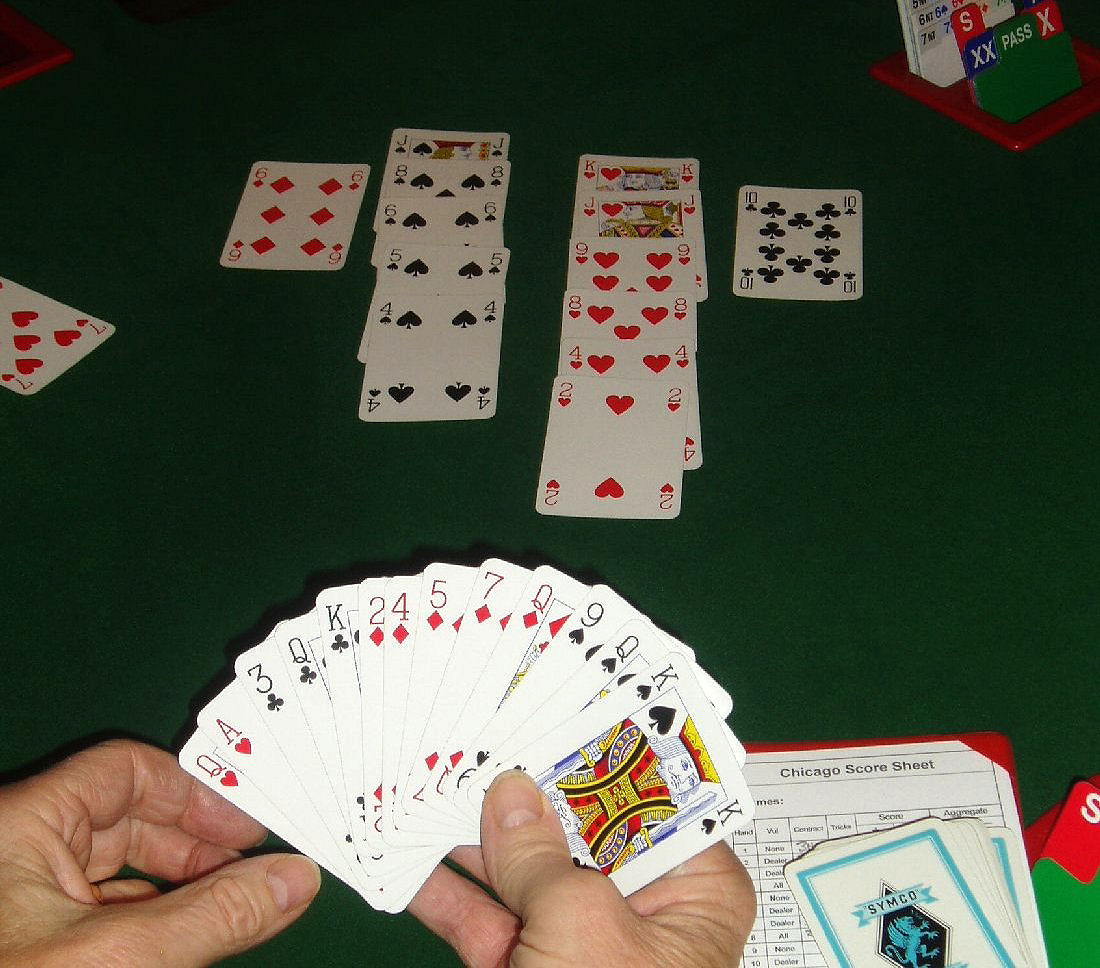
A dinâmica no King-FU é muito parecida com a de um jogo de Bridge.

Algumas variações são utilizadas para um número diferentes de jogadores, para campeonatos ou mesmo para minimizar o fator sorte no jogo.

### King Pareado
É o mesmo que o jogo em duplas, porém, com a ajuda de bolsas, as cartas de uma mão são guardadas e jogadas em outra mesa. Assim, exatamente a mesma mão é jogada por duas mesas diferentes. Nesse formato temos duas quadras competindo entre si, e não duplas como no King em Duplas.
Esse modo de jogo é utilizado como artifício para diminuir o fator sorte e pode ser usado em uma estrutura de campeonato.

### King-FU
Abreviação de King Falta Um, fazendo uma apologia ao Kung-Fu, por ser desafiador o carteado. Criado em julho de 2011, por integrantes da SBK, nesse jogo temos apenas 3 participantes, onde um deles joga com duas mãos (sendo uma delas aberta após a jogada da primeira carta, denominada "mão do morto"). Recomendado para jogadores que conhecem o jogo de King dupla.
Como num jogo normal de King em Duplas, o jogador à esquerda do carteador escolhe o jogo a ser jogado (se é Posi ou Neg), porém aqui também faz o papel do seu parceiro, e, vendo ambas as mãos, pode escolher a mão a ser jogada (Duas últimas , copas, etc...).
Após a sua escolha, o parceiro do carteador inicia o jogo escolhendo sua carta a ser jogada. Daí abaixa-se o morto com as cartas de face virada para cima e o jogo continua normalmente, com o jogador à esquerda do carteador tendo controle das duas mãos, e os outros jogando em parceria para diminuir os seus pontos, observando as cartas do morto.
O número ideal de mãos a serem jogadas é um conjunto inteiro de King, normalmente com no máximo duas "Posi", cada jogador carteará todos os jogos tendo como parceiro o morto, somando, por exemplo, um total de 3 * 8 = 24 mãos por partida. 
Para falicitar a estrutura do jogo, um jogador escolhe os jogos até eliminar todas possibilidades, jogando todas suas mãos de uma só vez, similar ao king ind, eliminando os jogos escolhidos, até o fim, daí soma-se seus pontos totais e passa a ser a vez de outro jogador.